# Eloquence (album)
Pour l’article homonyme, voir Éloquence.
Albums de Bill Evans
Blue In Green
(1974) In His Own Way
(1976)
Eloquence est un album du pianiste de jazz Bill Evans publié en 1982.

## Historique
Cet album, produit par Helen Keane, a été publié de manière posthume en 1982 par Fantasy Records (Fantasy 9618).
Cet album est constitué de titres enregistrés lors de quatre sessions différentes entre 1973 et 1975 :
- Shelly's Manne-Hole, Hollywood (Californie), 19 novembre 1973 : Medley : When In Rome – It Amazes Me. Les autres titres enregistrés lors de cette session sont sur l'album From The 70's.
- Fantasy Studios, Berkeley (Californie), 7-10 novembre 1974 : Gone With The Wind, Saudade Do Brasil. Les autres titres enregistrés lors de cette session est sur l'album Intuition.
- Montreux Jazz Festival, Casino De Montreux (Suisse), 20 juillet 1975 : In A Sentimental Mood, But Beautiful. Les autres titres enregistrés lors de ce concert sont sur l'album Montreux III.
- Fantasy Studios, Berkeley (Californie), 16-18 décembre 1975 : All Of You, Since We Me, Medley : But Not For Me – Isn't It Romantic – The Opener. Les autres titres enregistrés lors de cette session sont sur l'album Alone (Again).

Saudade do Brasil est en fait le morceau Chora coração d'Antônio Carlos Jobim.

## Titres de l’album
| No | Titre                                           | Auteur                                                            | Durée |
| -- | ----------------------------------------------- | ----------------------------------------------------------------- | ----- |
| 1. | Gone With The Wind                              | Allie Wrubel, Herb Magidson                                       | 5:31  |
| 2. | Saudade Do Brasil                               | Antônio Carlos Jobim                                              | 5:43  |
| 3. | In A Sentimental Mood                           | Duke Ellington                                                    | 6:09  |
| 4. | But Beautiful                                   | Jimmy Van Heusen, Johnny Burke                                    | 3:41  |
| 5. | All of You                                      | Cole Porter                                                       | 4:58  |
| 6. | Since We Meet                                   | Bill Evans                                                        | 5:37  |
| 7. | But Not For Me – Isn't It Romantic – The Opener | George & Ira Gershwin – Richard Rodgers, Lorenz Hart – Bill Evans | 5:08  |
| 8. | When In Rome – It Amazes Me                     | Cy Coleman, Carolyn Leigh                                         | 5:52  |

## Personnel
- Bill Evans : piano, Fender Rhodes
- Eddie Gomez : contrebasse (titres 1 à 4)